# Saarijärvi (sjö i Kemijärvi, Lappland, Finland)
Saarijärvi och Kurttajärvi eller Saarijärvet är sjöar i Finland. De ligger i kommunen Kemijärvi i landskapet Lappland, i den norra delen av landet, 700 km norr om huvudstaden Helsingfors. Saarijärvi ligger 204,1 meter över havet. Den är 2,08 meter djup. Arean är 92,1 hektar och strandlinjen är 10,46 kilometer lång. Sjön  ingår i Kemi älvs huvudavrinningsområde. 